# Mark Messier Leadership Award
Mark Messier Leadership Award alternativt Mark Messier NHL Leadership Award är ett årligt pris som tilldelas de ishockeyspelare som visat goda ledaregenskaper både vid sidan av och på isen, under sin karriär i National Hockey League, och därmed utgör goda förebilder för kommande hockeygenerationer. 
Prisutdelningen skiljer sig från övriga NHL-troféer som delas ut i slutet av säsongen. Arbetet med att utse vinnaren av Mark Messier Leadership Award börjar redan under pågående säsong, då fem spelare väljs ut och tilldelas månadspriser i ledarskap, varefter hockeylegenden Mark Messier fattar det slutgiltiga beslutet i samråd med NHL och detta spelarnamn ristas sedan in på bucklan permanent. 
Trofén, som introducerades 2007, är uppkallad efter Mark Messier, av många sedd som ishockeyhistoriens främsta ledarfigur. Han är än idag ensam om att vara lagkapten för två olika Stanley Cup-segrande lag.

## Vinnare

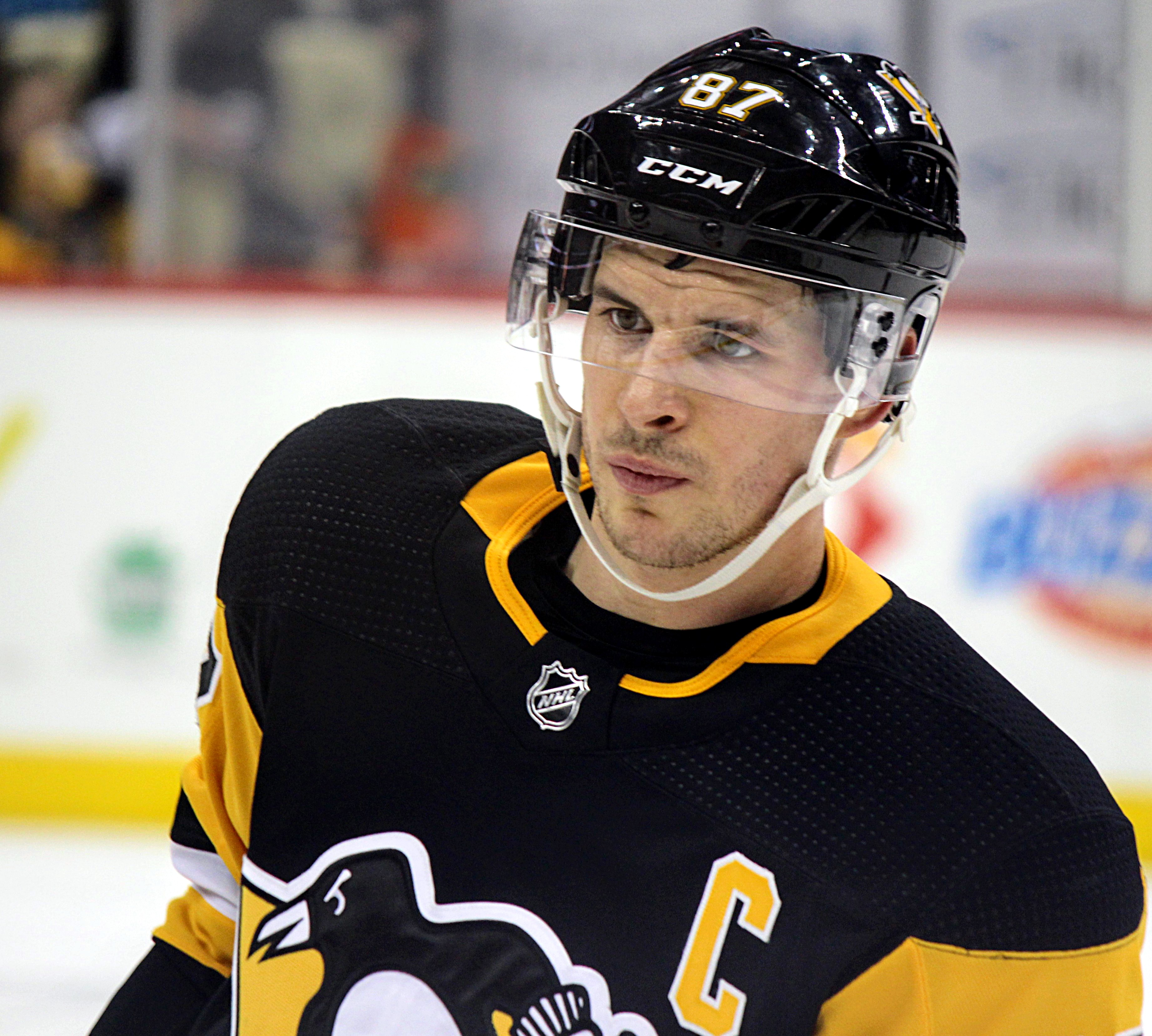
Sidney Crosby är den enda som har vunnit Mark Messier Leadership Award både månads- och säsongsvis.

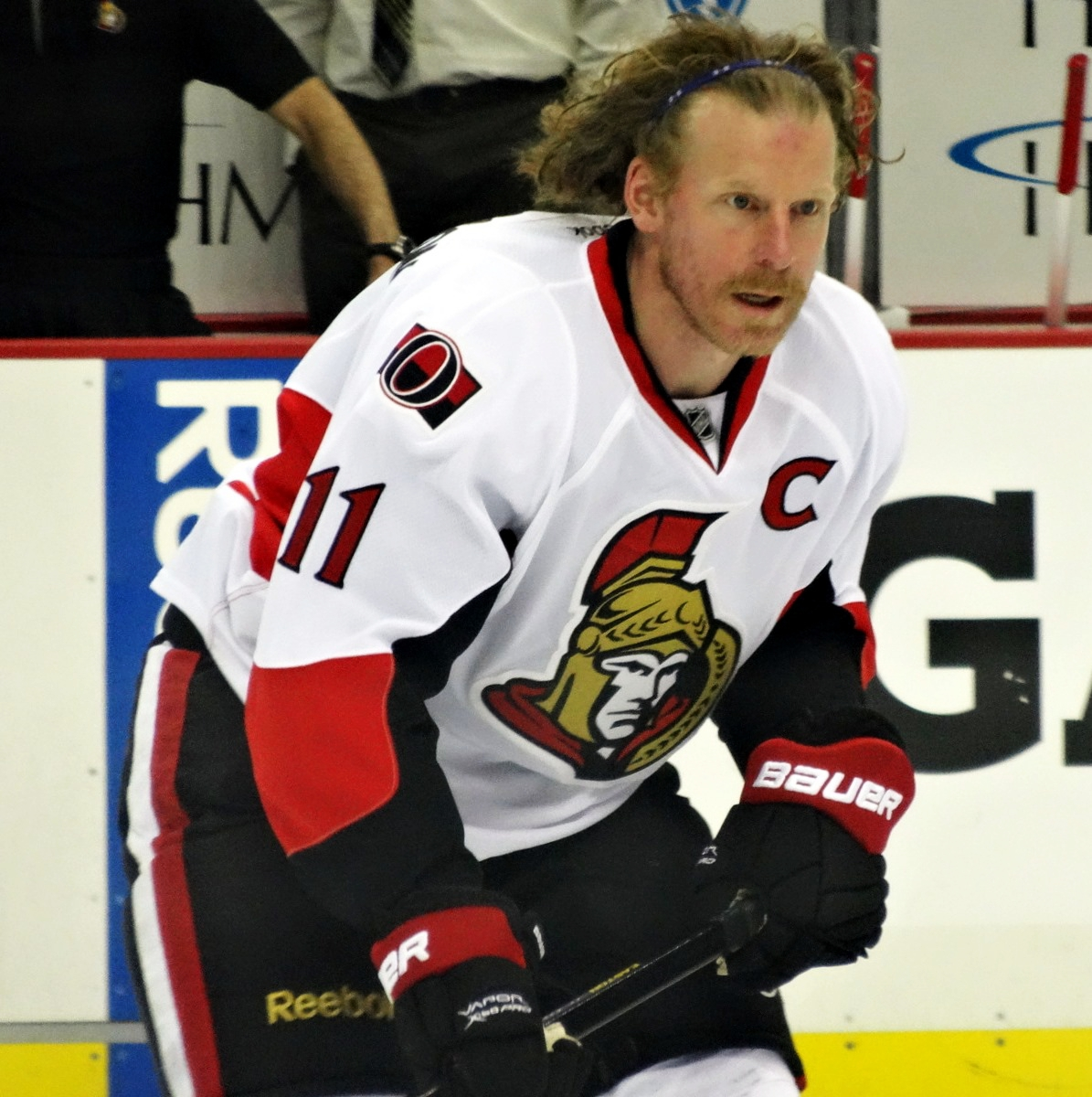
Daniel Alfredsson är den senaste svensken som har vunnit Mark Messier Leadership Award.

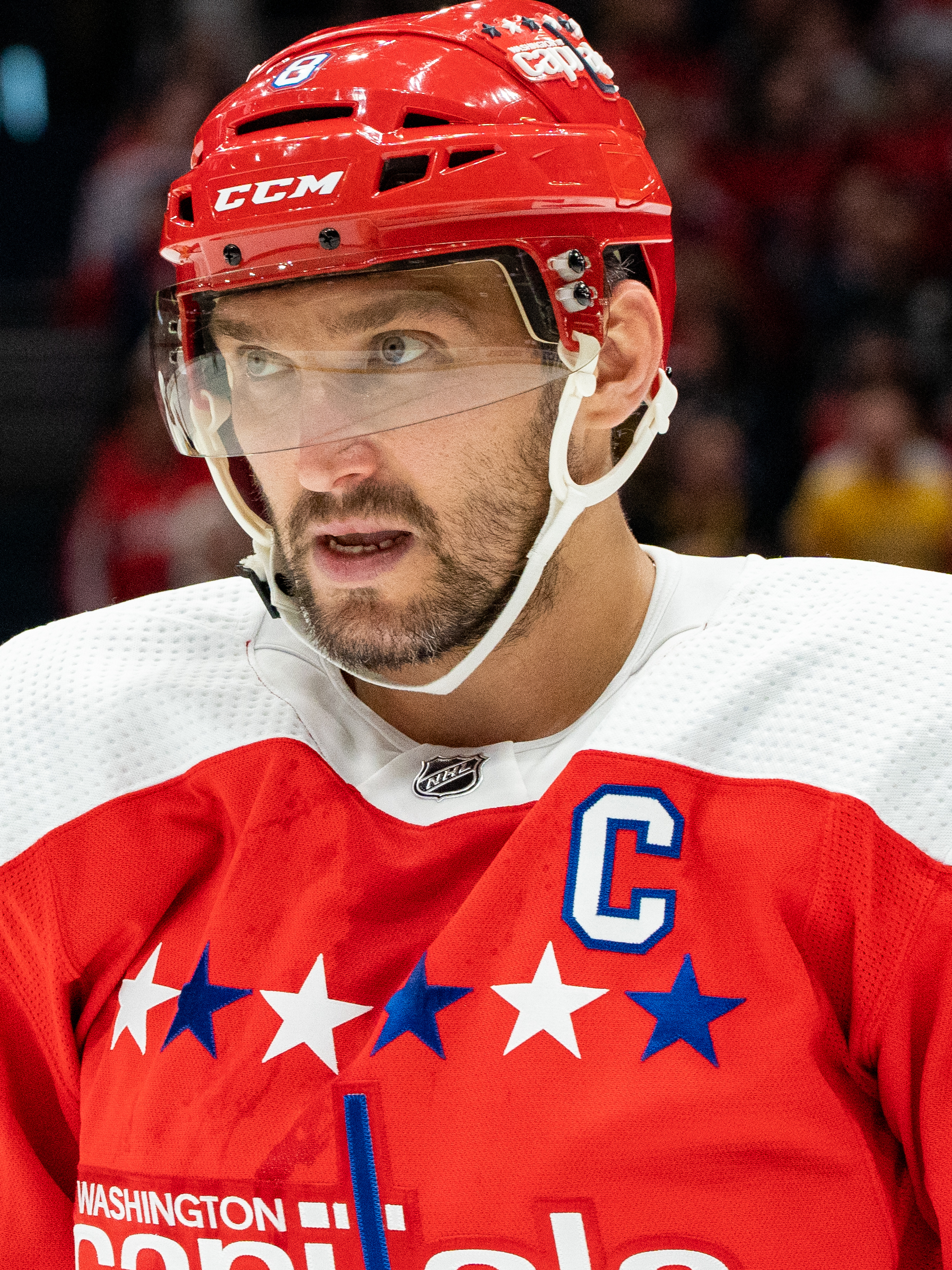
Aleksandr Ovetjkin är den senaste spelaren som har vunnit Mark Messier Leadership Award.

Källa: 
| Säsong    | Vinnare                       | Lag                   | Vinster |
| --------- | ----------------------------- | --------------------- | ------- |
| 2006–2007 | Brendan Shanahan (november)   | New York Rangers      | 1       |
|           | Scott Niedermayer (december)  | Anaheim Ducks         | 1       |
|           | Sidney Crosby (januari)       | Pittsburgh Penguins   | 1       |
|           | Vincent Lecavalier (februari) | Tampa Bay Lightning   | 1       |
|           | Roberto Luongo (mars)         | Vancouver Canucks     | 1       |
|           | Chris Chelios (säsongen)      | Detroit Red Wings     | 1       |
| 2007–2008 | Mats Sundin                   | Toronto Maple Leafs   | 1       |
| 2008–2009 | Jarome Iginla                 | Calgary Flames        | 1       |
| 2009–2010 | Sidney Crosby                 | Pittsburgh Penguins   | 2       |
| 2010–2011 | Zdeno Chára                   | Boston Bruins         | 1       |
| 2011–2012 | Shane Doan                    | Phoenix Coyotes       | 1       |
| 2012–2013 | Daniel Alfredsson             | Ottawa Senators       | 1       |
| 2013–2014 | Dustin Brown                  | Los Angeles Kings     | 1       |
| 2014–2015 | Jonathan Toews                | Chicago Blackhawks    | 1       |
| 2015–2016 | Shea Weber                    | Nashville Predators   | 1       |
| 2016–2017 | Nick Foligno                  | Columbus Blue Jackets | 1       |
| 2017–2018 | Deryk Engelland               | Vegas Golden Knights  | 1       |
| 2018–2019 | Wayne Simmonds                | Nashville Predators   | 1       |
| 2019–2020 | Mark Giordano                 | Calgary Flames        | 1       |
| 2020–2021 | Patrice Bergeron              | Boston Bruins         | 1       |
| 2021–2022 | Anže Kopitar                  | Los Angeles Kings     | 1       |
| 2022–2023 | Steven Stamkos                | Tampa Bay Lightning   | 1       |
| 2023–2024 | Jacob Trouba                  | New York Rangers      | 1       |
| 2024–2025 | Aleksandr Ovetjkin            | Washington Capitals   | 1       |